# 2019年丹麥大貝爾特橋列車意外
丹麥大貝爾特橋列車意外發生在2019年1月2日當地時間早上7時35分，於連接西兰岛和菲英島的大贝尔特桥上。意外發生時正發生暴風雨，加上意外之處十分空曠，令搜索行動更加難進行。意外涉及兩架列車，其中一列為丹麦国家铁路高速列車，發生意外時載有131名乘客和4名車務員，原定由奥胡斯經欧登塞前往哥本哈根。途中與載有嘉士伯啤酒的德铁信可铁路列車的貨櫃迎頭相撞。意外造成8人死亡，16人受傷。此为1988年来丹麦最为严重的列车事故。